# Биень-Аксуйский район
Биень-Аксуйский район — единица административного деления Алма-Атинского округа Казакской АССР, существовавшая в 1928—1930 годах. Центр — село Аксу.
Биень-Аксуйский район был образован в 1928 году в составе Алма-Атинского округа из Ак-Ичкенской, Аксуйской и Биень-Куяндинской волостей Талды-Курганского уезда и Карагез-Кенджинской волости Лепсинского уезда Джетысуйской губернии.
В 1930 году Биень-Аксуйский район был упразднён, а его территория разделена между Аксуйским, Лепсинским и Талды-Курганским районами.